# رأس راكان

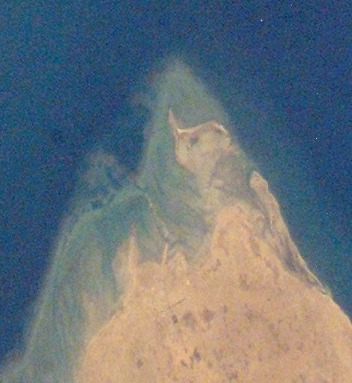
صور الأقمار الصناعية لرأس راكان عام 2007.

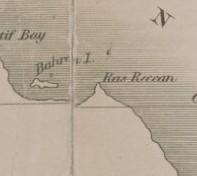
واحدة من أقدم صور رأس راكان على خريطة عام 1829 لجيمس سيلك باكنغهام.

رأس راكان هي أقصى نقطة في شمال شبه الجزيرة القطرية، وتقع في الشمال. إنها النقطة الشمالية الغربية لجزيرة تسمى جزيرة رأس راكان، ولكن نظرًا لأن القناة بين هذه الجزيرة والبر الرئيسي غير صالحة للمرور للقوارب، يمكن اعتبار جزيرة رأس راكان على أنها تشكل الطرف الشمالي للنتوء.

## الموقع
تقع الجزيرة على بعد ميل واحد ونصف تقريبًا من الشاطئ، ويمكن الوصول إليها عن طريق الخوض في المياه المنخفضة. تقع مدينة الرويس في أقصى شمال قطر على بعد ميلين جنوب شرق الجزيرة. إذا تم الاقتراب من اتجاه الشمال، تصبح منطقة الرؤيس مرئية قبل رصد رأس راكان.

## الوصف
جزيرة رأس ركان هي جزيرة منخفضة للغاية على شكل حرف T، وعليها خصلات من العشب. توجد بعض أشجار المانغروف الصغيرة على الجانب الجنوبي منها. يبلغ طولها حوالي ميلين من الشرق إلى الغرب، وهي ضيقة للغاية. يبلغ طول الرأس على شكل حرف T، عند نهايته الغربية، مسافة ميل واحد.

## الهيدرولوجيا
في مسح عام 2010 للمياه الساحلية في رأس راكان أجرته هيئة الإحصاء القطرية، وجد أن متوسط عمقها كان 3.5 متر (11 ft) ومتوسط الأس الهيدروجيني 7.74. علاوة على ذلك، كانت درجة ملوحة المياه 48.18 رطل / بوصة مربعة، ومتوسط درجة حرارة 19.61 درجة مئوية و4.86 ملجم / لتر من الأكسجين المذاب.